# Yorelvis Charles
Artikeln följer den spanska namnseden; faderns efternamn är Charles och moderns efternamn Martínez.
Yorelvis Charles Martínez, född den 25 september 1978 i Morón, är en kubansk basebollspelare som tog guld för Kuba vid olympiska sommarspelen 2004 i Aten.